# Stazione di Voghera (FAA)
La stazione di Voghera era il capolinea settentrionale della Voghera-Varzi.

## Storia
L'impianto fu attivato il 25 dicembre 1931 contestualmente all'inaugurazione della ferrovia, della quale costituiva il capolinea settentrionale, a cura della Società Anonima per la Ferrovia Voghera-Varzi (FVV).
Poco prima della guerra, nel 1940 tale società venne fusa con la Società per le Ferrovie Adriatico Appennino (FAA) che rilevò la gestione dell'impianto. Durante il conflitto la ferrovia subì pesanti danni, tanto da costringere nel 1944 la FAA a sospendere l'esercizio.
Riattivata a guerra finita, e ripreso l'esercizio, con decreto ministeriale n. 4305 del 9 dicembre 1965 si dispose la soppressione della ferrovia nell'ambito della politica dei cosiddetti "rami secchi"; la stazione fu dunque formalmente soppressa il 1º agosto 1966.

## Strutture e impianti
La stazione si trovava nella piazza che ospita la stazione FS, e disponeva di due binari di testa, separati da un marciapiede. L'edificio era dotato di sala d'attesa, biglietteria e bar.